# Karsmossen, Store ö
Karsmossen, Store ö este o arie protejată (arie specială de conservare — SAC, sit de importanță comunitară — SCI) din Suedia întinsă pe o suprafață de 9,7 ha, integral pe uscat.

## Localizare
Centrul sitului Karsmossen, Store ö este situat la coordonatele 58°54′26″N 14°05′32″E / 58.9072°N 14.0921°E.

## Înființare
Situl Karsmossen, Store ö a fost declarat sit de importanță comunitară în ianuarie 1998 pentru a proteja un număr necunoscut de specii din flora spontană și fauna sălbatică aflate în arealul zonei. Situl a fost protejat și ca arie specială de conservare în martie 2011.

## Biodiversitate
Situată în ecoregiunea boreală, aria protejată conține 2 habitate naturale: Mlaștini împădurite, Taiga vestică.
La baza desemnării sitului se află un număr nedeclarat de specii protejate.